# Michelangelo Tamburini
Michelangelo Tamburini (ur. 27 września 1648, zm. 28 lutego 1730) – generał jezuitów.
Był kolejno profesorem filozofii i teologii, rektorem kolegiów, prowincjałem weneckim, sekretarzem generała, a od 1703 wikariuszem pełniącym obowiązki przełożonego generalnego, którym został oficjalnie 31 stycznia 1706. Za jego rządów, które sprawował aż do śmierci, szczytowe nasilenie osiągnął spór akomodacyjny, który zakończył się klęską zakonu i kryzysem misji azjatyckich. Inny problem stanowił wrogi jezuitom arcybiskup Paryża Louis-Antoine de Noailles. Z drugiej strony dzięki porozumieniu z Piotrem Wielkim Tamburini rozszerzył działalność na Rosję. Udana była także walka z jansenizmem, w której zyskał pełne poparcie papieża i Ludwika XIV. Przyczynił się ponadto do wielu sukcesów Towarzystwa Jezusowego takich jak redukcje misyjne w Paragwaju.